# Františka
Františka ist ein Vorname.

## Herkunft und Varianten
Der Name ist die tschechische weibliche Form von Franziskus.
Die männliche Form lautet František.
In anderen Sprachen lautet der Name etwa Frantziska (baskisch), Frañseza (bretonisch), Francesca (katalanisch), Franka (kroatisch), Francis/Cissy/Fannie/Fanny/Fran/Francene/Frances/Francine/Frankie/Frannie/Franny/Sissie/Sissy (englisch), Fanni (finnisch), France/Françoise/Fanny/Francette/Francine (französisch), Franziska/Fränze/Franzi/Ziska (deutsch), Franciska/Fanni/Franci (ungarisch), Franca/Francesca (italienisch), Franciszka (polnisch), Francisca/Chica (portugiesisch), Frantzisca (sardisch), Frangag (schottisch), Frančiška/Francka (slowenisch), Francisca/Fanny/Paca/Paquita (spanisch). 

## Bekannte Namensträgerinnen
- Františka Plamínková (1875–1942), tschechoslowakische Frauenrechtlerin